# Дзорагетская ГЭС
Дзорагетская ГЭС (Дзора ГЭС) — гидроэлектростанция на реке Дзорагет в Армении, вблизи села Дсех. Первая по времени строительства крупная гидроэлектростанция Армении.
Строительство Дзорагетской ГЭС было начато в 1927 году. Первый гидроагрегат станции пущен 15 ноября 1932 года, второй и третий гидроагрегаты введены в эксплуатацию в 1933 году. Начальник строительства — Тер-Аствацатурян И. А., главный инженер проекта — Егизаров И. В., архитектор Гундобин Н. П.. 
ГЭС деривационного типа, с водозабором на реке Дзорагет и сбросом отработанной воды в реку Дебед. Состав сооружений ГЭС:
- плотина, создающая подпор ок. 6 м. Плотина состоит из двух частей — глухой (длина 23 м, высота 5 м) и водосливной (длина 23 м). Плотина снабжена цилиндрическим затвором (пропускная способность при ФПУ — 630 м³/с);
- небольшое водохранилище неполного суточного регулирования площадью 4,2 га, полным объёмом 0,27 млн м³ и полезным объемом 0,218 млн м³, отметка НПУ — 974,5 м, ФПУ — 975,5 м, УМО — 973,5 м;
- тоннельный холостой водосброс длиной 144 м (пропускная способность — 222 м³/с);
- поверхностный водоприёмник;
- двухкамерный отстойник (длина — 35,6 м, ширина камер — 11,5 м);
- напорный тоннель длиной 2440 м и диаметром 3,15 м;
- двухкамерный уравнительный резервуар шахтного типа высотой 24 м;
- трёхниточный напорный трубопровод длиной 205 м и диаметром 1,575 м, лежит на бетонном основании и засыпан грунтом. расход каждой нитки — 9,5 м³/с;
- наземное здание ГЭС с отводящим каналом;
- ОРУ 35/110 кВ.

Мощность ГЭС — 26,52 МВт, среднегодовая выработка — 90 млн.кВт·ч. В здании ГЭС установлены три гидроагрегата с радиально-осевыми турбинами, работающими при расчетном напоре 105 м, а также один гидроагрегат собственных нужд с ковшовой турбиной.

## Интересные факты
На строительстве ГЭС происходит действие романа «Гидроцентраль» Мариэтты Шагинян.